# 释慧深
释慧深（1941年—），男，汉族，中华人民共和国佛教僧人，曾任九华山佛教协会会长、旃檀林住持，第十一届全国政协委员。

## 生平
2008年，当选第十一届全国政协委员，代表宗教界，分入第五十一组。